# Love Is Dead
Love Is Dead — дебютный студийный альбом эстонской певицы Керли, выпущенный лейблом Island Records 8 июля 2008 года. В альбоме сочетаются различные музыкальные жанры и направления: альтернативный рок, индастриал, электропоп и трип-хоп.

## История создания
Керли работала над альбомом в течение пяти лет. В интервью для andPOP певица рассказала:
Многие песни были написаны, когда я по-настоящему находилась в состоянии депрессии, более поздние композиции создавались, когда я пыталась выйти из неё, поэтому, по большей части, тематикой песен стало преодоление препятствий и победа над темнотой. Я поистине благодарна тому, что у меня были все эти переживания, поскольку я верю в то, что пока вы не будете поглощены тьмой, вы не сможете преодолеть её и увидеть свет.
Дата выхода альбома менялась несколько раз.

## Критика
Love Is Dead получил неоднозначные отзывы критиков. Artistdirect заявил, что альбом — «нечто большее чем альтернативная музыка; это — альтернативное искусство». Allmusic заключил, что «несмотря на все недостатки, это один из самых необычных альбомов, выпущенных крупными лейблами в 2008 году». Похожее утверждение было в отзыве на About.com. Slant Magazine выделил три композиции: «Love Is Dead», «Walking on Air», и «The Creationist», но раскритиковал песни «Creepshow» и «Butterfly Cry».
Критики Los Angeles Times ощутили в песнях Керли энергию, схожую с творчеством Фионы Эппл, Аланис Мориссетт и Бьорк. Журнал Blender посчитал Love Is Dead убедительным в музыкальном плане, но раскритиковал тексты и имидж Керли .Vail Daily отметил, что альбом раскрывает талант певицы, но охарактеризовал его как попытку поиска творческого пути.

## Список композиций
| №   | Название          | Авторы | Длительность |
| --- | ----------------- | --- | ------------ |
| 1.  | «Love Is Dead»    | David Maurice, Kerli Kõiv, Miles Gregory; содержит семплы из песни Мадонны «Love Don't Live Here Anymore» | 4:36         |
| 2.  | «Walking on Air»  | Kõiv, Lester Mendez                                                                                       | 4:27         |
| 3.  | «The Creationist» | Kõiv, Guy Chambers                                                                                        | 3:38         |
| 4.  | «I Want Nothing»  | Maurice, Kõiv                                                                                             | 3:58         |
| 5.  | «Up Up Up»        | Maurice, Kõiv                                                                                             | 3:25         |
| 6.  | «Bulletproof»     | Kõiv, Thomas Who                                                                                          | 5:01         |
| 7.  | «Beautiful Day»   | Kõiv, Dead Executives                                                                                     | 3:51         |
| 8.  | «Creepshow»       | Maurice, Kõiv, Vanessa Bley                                                                               | 3:12         |
| 9.  | «Hurt Me»         | Kõiv, Mendez                                                                                              | 3:37         |
| 10. | «Butterfly Cry»   | Kõiv, Krister Linder                                                                                      | 4:39         |
| 11. | «Strange Boy»     | Maurice, Kõiv                                                                                             | 3:18         |
| 12. | «Fragile»         | Kõiv, Peter Agren, Anders Lennartsson                                                                     | 4:11         |
| 13. | «Heal»            | iTunes bonus track                                                                                        | 6:05         |

## Позиции в чартах
Альбом дебютировал на 126 месте в Billboard 200; в первую неделю было продано 5.500 копий. Также он добрался до 2 места чарта Top Heatseekers и занял 141 место в чарте Top Digital Albums chart.
| Чарт (2008/2009)                | Лучший результат |
| ------------------------------- | ---------------- |
| Belgian Albums Chart (Flanders) | 61               |
| Belgian Albums Chart (Wallonia) | 52               |
| Estonian Albums Chart           | 1                |
| Italian Albums Chart            | 64               |
| Swiss Albums Chart              | 92               |
| Billboard 200                   | 126              |
| Billboard Top Heatseekers       | 2                |

## История выхода альбома
| Страна   | Дата            | Формат                   | Лейбл     |
| -------- | --------------- | ------------------------ | --------- |
| США      | 8 июля 2008     | CD, цифровая дистрибуция | Island    |
| Бельгия  | 25 июля 2008    | CD, цифровая дистрибуция | Universal |
| Италия   | 27 февраля 2009 | CD, цифровая дистрибуция | Universal |
| Германия | 24 апреля 2009  | CD, цифровая дистрибуция | Universal |
| Польша   | 7 августа 2009  | CD, цифровая дистрибуция | Universal |